# Slauko V. von Riesenburg
Slauko V. von Riesenburg (tschechisch Slavko V. z Rýzmburka) war ein böhmischer Adeliger aus dem Geschlecht der Hrabischitzer, später Riesenburger.
Der Sohn des Boresch IV. verlegte Mitte des 14. Jahrhunderts gemeinsam mit seinem Bruder Boresch sein Interessengebiet von Nord- nach Westböhmen, in die Region Luditz und Tepl in der Region Karlsbad. Ihre erste Tat war die Erteilung von Stadtrechten durch den Vertrag von Petschau an die Bürger von Buchau. Danach verkauften sie die sächsischen Dörfer Hartmannsdorf, Ammelsdorf und Hasilburn an den Meißner Burggrafen Meinhart, den Herrn auf Frauenstein. Die restlichen Höfe in Sachsen gingen dann 1352 an die Adelsfamilie Schönberg.
1354 erteilte ihnen König Karl IV. das Recht des freien Bergbaus, zunächst für zwölf Jahre. Spätestens ab diesem Zeitpunkt wurde neben Riesenburg auch die Festung Petschau ihre zweite Residenz, von der aus sie ihre Geschäfte verwalteten. Gleichzeitig kam es auch zur Trennung des Vermögens unter den Brüdern. 
Die Riesenburger kamen auch wieder zu einem gewissen Wohlstand, wie die vergebenen Patronate an Kirchen und neu gegründete Siedlungen bezeugen. Slauko gehörten Göhren und Ortschaften in Brüxer und Duxer Gegend. 
Während sein Bruder in den Folgejahren seiner politischen Karriere nachging, widmete sich Slauko der Verwaltung seines Vermögens und dem weiteren Ausbau des Bergbaus. Daneben verkaufte er einige Ländereien wie Ječovice und Sobrusan an die Kirche. 
Gegen Ende seines Lebens verkaufte Slauko die ihm gehörende Hälfte von Burg und Stadt Ossegg sowie Petschau, Burglin und Luditz an seinen Bruder Boresch. 
| Personendaten    | Personendaten                                                          |
| ---------------- | ---------------------------------------------------------------------- |
| NAME             | Slauko V. von Riesenburg                                               |
| ALTERNATIVNAMEN  | Slavko V. z Rýzmburka                                                  |
| KURZBESCHREIBUNG | böhmischer Adeliger aus dem Geschlecht der Hrabischitzer, Riesenburger |
| GEBURTSDATUM     | vor 1352                                                               |
| STERBEDATUM      | nach 1354                                                              |